# Carl Adolph von Braun
Carl Adolph Braun, seit 1764 Freiherr von Braun, (* 27. September 1716 in Jena; † 17. September 1795 in Wien) war ein deutscher Jurist, Hofrat, Hochschullehrer und Rittergutsbesitzer.

## Leben
Er war der Sohn des Juristen Matthias Nicolaus Braun und der Enkel des evangelischen Pfarrers Johann Sebastian Braun aus Henschleben und Vehra. Der Familienlegende nach hatte er adlige Vorfahren, die in Gispersleben bei Erfurt lebten und durch Verarmung in den Bauernstand abgesunken waren.  
Nach dem Schulbesuch in Eisleben ging Carl Adolph Braun 1734 an die Universität Leipzig, wo er drei Jahre Philosophie, Rechtswissenschaften und Mathematik studierte. 1740 promovierte er an der Universität Jena gemeinsam mit Johann Georg Estor (1699–1773). Anschließend gab Braun dort juristische Lehrveranstaltungen. 1743 wurde er als Hofrat und Professor an die neugegründete Universität Erlangen berufen. Dort legte er 1744 die Dissertatio inaug. iur. de possessione ipso iure in heredem transeunte tam secundum iura Romana quam Germanica examinata vor.
Im Jahre 1737 erbte er gemeinsam mit seinen drei jüngeren Brudern das Rittergut Obertopfstedt. Speziell handelte es sich dabei um den sogenannten Unter- oder Wallhof. Da er beruflich am 3. Oktober 1760 eine Juristenstelle beim kaiserlichen Reichshofrat in Wien erhielt, konnte er sich selbst kaum noch um dieses Gut kümmern und überließ seinen Geschwistern die Gutsverwaltung.
Carl Adolph Freiherr von Braun hinterließ mehrere juristische Schriften.

## Erhebung in den Adelsstand
Nachdem Carl Adolph Braun vier Jahre am kaiserlichen Reichshofrat gewirkt hatte, erhob Kaiser Franz I. ihn und seine ehelichen Nachkommen in den Reichsfreiherrenstand.

## Familie
Carl Adolph Freiherr von Braun war zweimal verheiratet. 
Aus der Ehe mit Sophia Margaretha Dorothea geborene Schröter gingen hervor:
- Wilhelm Ludwig August (* 1757).

Aus der Ehe mit Louisa Christiana geborene Freiin von Voekel:
- Heinrich Friedrich Ludwig (* 1762),
- Paul Siegmund Friedrich (* 1763),
- Samuel Carl Heinrich (* 1771).